# Bathycrinus carpenterii
Bathycrinus carpenterii is een haarster uit de familie Bathycrinidae.
De wetenschappelijke naam van de soort werd in 1877 gepubliceerd door Daniel Cornelius Danielssen & Johann Koren.